# Air Luxor
Air Luxor — колишня португальська авіакомпанія зі штаб-квартирою в Лісабоні, яка виконувала регулярні пасажирські перевезення по аеропортах країни і за кордон. Компанія припинила операційну діяльність у жовтні 2006 року.

## Історія
Приватна авіакомпанія Air Luxor була утворена у грудні 1988 року португальським бізнесменом Mirpuri, що володіла до того часу парком невеликих літаків. У 1997 році Air Luxor вперше вийшла на ринок комерційних пасажирських перевезень, а у 2001 році запустила свій перший регулярний маршрут. У жовтні 2003 року компанія ввела кілька бюджетних рейсів під прапором власної програми бюджетних перевезень «Air Lixor Light».
У 2005 році керівництво Air Luxor запланувало провести протягом найближчих 12 місяців повний ребрендинг авіакомпанії під другу чартерну компанію Hi Fly, проте встигла змінити лівреї лише у кількох своїх літаків.
У травні 2006 року Air Luxor закрила регулярні маршрути Лісабон-Париж (Орлі), Лісабон-Прая і Порту-Париж (Орлі) і повернула далекомагістральний літак Airbus A330 лізингодавцям. У той же період з'явилася інформація про можливе придбання Air Luxor французькою авіакомпанією Aigle Azur. У липні 2006 року Air Luxor була реалізована спільному канадсько-португальському інвестиційному холдингу Longstock Financial Group. Разом з основним авіаперевізником холдинг придбав його дочірні підрозділи Air Luxor STP в Сан-Томе, Air Luxor GB в Гвінеї-Бісау та туристичну компанію Air Luxor Tours. Приватна компанія Mirpuri в даний час володіє іншим чартерним рейсом Hi Fly.
У жовтні 2006 року Air Luxor була змушена зупинити власну діяльність після повернення з лізингу двох літаків Airbus A320, а в кінці року у авіакомпанії був відкликаний сертифікат експлуатанта.

## Флот авіакомпанії
- Airbus A319
- Airbus A320
- Airbus A330-200
- Airbus A330-300
- Boeing 767-300ER
- Lockheed L1011-500

## Маршрутна мережа
У 2006 році авіакомпанія Air Luxor виконувала регулярні пасажирські перевезення за такими напрямами:
- Португалія
  - Фуншал — Міжнародний аеропорт Мадейри

- Франція
  - Париж — Аеропорт Орлі

- Африка
  - Сан-Томе — Міжнародний аеропорт Сан-Томе (сезонний)